# Lindisfarnska evanđelja
Lindisfarnska evanđelja (engleski: Lindisfarne Gospels) je naziv za ranosrednjovjekovni latinski iluminirani rukopis čiji se tekst sastoji od četiri evanđelja, a koji je izrađen u Lindisfarneu u Northumbriji (današnja sjevernoistočna Engleska) krajem 7. ili početkom 8. stoljeća. Rukopis je bogato ilustriran slikama koje se smatraju jednim od najljepših primjeraka tzv. insularne ili hiberno-saksonske umjetnosti, odnosno stila koji je kombinirao anglosaksonske s motivima keltskog kršćanstva. Tekst je u potpunosti očuvan, kao i knjiga (s izuzetkom korica), što je rijetkost za rukopise takve starosti.
Pretpostavlja se da je knjigu izradio redovnik Eadfrith u počast svog prethodnika sv. Cuthberta. Zapravo, zahvaljujući kolofonu (bilješka na kraju rukopisa) poznato nam je podosta o podrijetlu Lindisfarnskih evanđelja, uključujući imena prevoditelja (Aldreda) i spisatelja (biskupa Eadfritha), koji je najvjerojatnije i sam oslikao evanđelje. U irskim samostanima monasi su bili podijeljeni na mlađe (učenike i novake), radničku braću (koji su obavljali težačke poslove) i starije (najiskusniji monasi) koji su se bavili kopiranjem svetih knjiga. Kako su stariji monasi bili jako cijenjeni umjetnici ne čudi da su njihova djela prepisivana biskupima.
Tekst evanđelja je ispisan insularnim pismom. Rukopis je originalno bio vezan u zlatom optočene korice koje je izradio redovnik po imenu Billfrith, ali su one izgubljene za vrijeme vikinških napada u 8. stoljeću. Dva stoljeća kasnije je Aldred Pisar na rubovima stranica dodao staroenglesku glosu, prevodeći tekst od riječi do riječi, te tako načinio prvi engleski prijevod Evanđelja.
Pretpostavlja se da se tekst čuvao u Durhamskoj katedrali sve do Ukidanja samostana u 16. stoljeću. Tijekom 17. stoljeća rukopis je došao u posjed Roberta Brucea Cottona, plemića i antikvara koji ga je smjestio u Cottonovu knjižnicu. Odatle je u 18. stoljeću prešla u Britanski muzej, a u Britanskoj knjižnici od njezina osnutka 1973. god.

## Iluminacije
Evanđelje je naslikano u tzv. hibernijsko-saksonskom stilu, koji je zapravo spoj različitih utjecaja, uključujući vijugave organske motive i apstraktne uzorke keltskog La Tène stila, elemenata grčko-rimskih okvirova, pa čak i koptskih motiva. Potpuno oslikane stranice na početku svakog evanđelja su poznate kao „tepih-stranice“ zbog njihove sličnosti s istočnjačkim dizajnima tepiha; one su i služile kao uvodni ceremonijalni tepih koji je naglašavao početak novog poglavlja Novog zavjeta.
Umjetnik-spisatelj je doista bio inovativan u svom stilu, pripremi i materijalima koje je koristio. Tako je stranica evanđelja s križem, koja prethodi Evanđelju po Mateju, djelo zapanjujuće složenosti izvedeno preciznošću filigranskog rada. Minijaturist je u geometrijski okvir uspio ispreplesti gustu mrežu životinjskih oblika koja čini borbu zvijeri s omota torbice iz Sutton Hoo-a jednostavnom. Kako bi to postigao, umjetnik je morao strogom disciplinom slijediti unaprijed postavljena pravila. Najmanji motivi i najveći uzorci su izrađeni prije oslikavanja, te preneseni na stražnju stranu pergamenta ravnalom i šestarom, dok su se detalji dodavani slobodnom rukom olovnom olovkom. Potom bi se pergament stavio nasuprot izvora svjetlosti kako bi se mreža linija i mjernih točaka ocrtala, po kojoj je umjetnik osikavao s prednje strane precizno slijedio svoj crtež. Paleta boja je jako bogata, što svjedoči o vještinama i poznavanju dostupnih prirodnih pogmenata. Križ je raskošan u duhu tadašnjih dragim kamenjem ukrašenih križeva koji su nagovještavali ponovni dolazak Krista. Tek pozornim promatranjem možemo ući u duhovnost ovog labirintskog djela gdje su zubate zvijeri i čudovišta obuzdana snagom križa, podvrgnuta kršćanskoj ulozi kao što su i sama Keltska plemena.
Znanstvenik François Henry je izjavio kako su umjetnici stvarali svoje iliuminacije kao „neku vrstu zagonetke“ od apstraktnih oblika, koju je trebalo protumačiti i iščitati. Organski i gemetrijski oblici su se trebali odvajati jer je u životinjama svaka linija činila dio životinjskog tijela. Također, simetrija je postignuta u više smjerova, pa se prikaz može podijeliti na nekoliko zrcalno identičnih dijelova okomito, vodoravno i dijagonalno.

## Galerija
- Matej Evanđelist
- Sveti Ivan Evanđelist
- Naslovnica Evanđelja po Luki

## Vanjske poveznice
- British Library Digitised Manuscripts  Arhivirana inačica izvorne stranice od 25. siječnja 2011. (Wayback Machine) - digitalna verzija cijelog rukopisa
- The Lindisfarne Gospels  Arhivirana inačica izvorne stranice od 30. studenoga 2005. (Wayback Machine), web seminar na stranicama British Library
- Lindisfarne Gospels: informacije  Arhivirana inačica izvorne stranice od 17. srpnja 2018. (Wayback Machine), British Library website (engl.)